# Andrzej Kim Tae-gŏn
Św. Andrzej Kim Tae-gŏn (ko. 김대건 안드레아) (ur. 21 sierpnia 1821 r. w Solmae w Naepo, prowincja Chungcheong w Korei – zm. 16 września 1846 r. w Saenamteo w Korei) – pierwszy ksiądz katolicki pochodzenia koreańskiego, męczennik, święty Kościoła katolickiego.

## Życiorys
Urodził się w rodzinie katolików. Jego pradziadek Pius Kim Jin-hu z powodu wiary spędził ponad 10 lat w więzieniu gdzie zmarł, a jego ojciec Ignacy Kim Che-jun zginął w czasie prześladowań w 1839 r. Gdy Andrzej Kim Tae-gŏn był dzieckiem jego rodzina przeniosła się do Kolbaemasil w prowincji Gyeonggi, ażeby uniknąć prześladowań. Andrzej Kim Tae-gŏn był człowiekiem głębokiej wiary. Uczył się w seminarium w Makau w Chinach, dokąd przybył w 1837 r. 17 sierpnia 1845 r. w Szanghaju z rąk wikariusza apostolskiego Korei Jeana Ferréola przyjął święcenia kapłańskie jako pierwszy ksiądz pochodzenia koreańskiego. W końcu sierpnia powrócił do Korei łodzią razem z biskupem Ferréolem i ojcem Daveluy (późniejszym biskupem i męczennikiem). Przez pewien czas pomagał biskupowi Ferréolowi, następnie powrócił do swojej rodzinnej miejscowości, gdzie nauczał mieszkających tam katolików. Na początku 1846 r. biskup wezwał go do Seulu. Z jego polecenia próbował wynająć chińskich rybaków z wyspy Yeonpyeong do przewiezienia francuskich misjonarzy z Chin do Korei. 5 czerwca 1846 r. został aresztowany na wyspie i przewieziony do głównego więzienia w Seulu. Po torturach ścięto go w Saenamteo niedaleko Seulu 16 września 1846 r.

## Patronat
Jest patronem duchowieństwa koreańskiego.

## Dzień wspomnienia
20 września

## Proces beatyfikacyjny i kanonizacyjny
Beatyfikowany 5 lipca 1925 r. przez Piusa XI, kanonizowany 6 maja 1984 r. przez Jana Pawła II w grupie 103 męczenników koreańskich.